# 36-я истребительная авиационная дивизия ПВО
36-я истреби́тельная авиацио́нная диви́зия (36-я иад) — авиационное соединение истребительной авиации Вооружённых сил СССР в Великой Отечественной войне.

## Наименования дивизии
- 22-я авиационная бригада;
- 36-я авиационная дивизия;
- 36-я истребительная авиационная дивизия[1];
- 36-я истребительная авиационная дивизия ПВО[1];
- Войсковая часть (Полевая почта) 21980[1].

## История и боевой путь дивизии
36-я истребительная авиационная дивизия сформирована в августе 1940 года на основании Постановления Совета Народных Комиссаров СССР № 1344-524сс от 25 июля 1940 года на основе 22-й авиационной бригады в ВВС Киевского Особого военного округа в Киеве. В состав дивизии вошли 2-й истребительный авиационный полк и 43-й истребительный авиационный полк.
В апреле 1941 года в составе дивизии на аэродроме Брусилов около Киева по штату 15/21 начали формироваться 255-й истребительный авиационный полк и 254-й истребительный авиационный полк из личного состава 2-го и 43-го иап на самолётах И-16. С 22 июня 1941 года полки, не завершив формирование, в составе дивизии вступил в боевые действия против фашистской Германии и её союзников, имея в боевом составе 13 самолётов И-16 (255-й иап) и 28 самолётов И-16 (254-й иап).
С началом войны 22 июня 1941 года дивизия участвовала в Приграничных сражениях и Киевской оборонительной операции с 11 июля 1941 года по 10 сентября 1941 года.
С февраля 1942 года дивизия вошла в состав войск ПВО и в составе Ряжско-Тамбовского дивизионного района ПВО выполняла задачу по обороне от воздушного нападения противника железнодорожных узлов и мостов, переправ и других объектов в полосе Брянского фронта. До июня 1944 года дивизия выполнила 20659 боевых вылетов, в воздушных боях сбито 173 самолета противника и уничтожено 9 аэростатов. Штурмовыми действиями по аэродромам противника уничтожено 39 самолетов.
В мае 1944 года дивизия базировалась на аэродромах Брянск, Гомель и Мозырь, а с сентября 1944 года - Люблина и Варшава. До конца войны полки дивизии выполняли прикрытие с воздуха войска и объекты в прифронтовой полосе на люблин-варшавском направлении.
В составе действующей армии дивизия находилась 1389 дней: с 22 июня 1941 года по 10 апреля 1945 года.
После войны дивизия входила в состав Западного округа ПВО. В связи с Постановлением Совета министров СССР № 976-408сс от 03.05.1946 г. 36-я истребительная авиационная дивизия к 15 июля 1946 года была расформирована в составе 20-й воздушной истребительной армии ПВО Западного округа ПВО.

## Состав дивизии
На 22 июня 1941 года
Управление — Киев
2-й истребительный авиационный полк — Васильков, Брусилов
43-й истребительный авиационный полк — Васильков, Ольшанка
254-й истребительный авиационный полк (в стадии формирования) — Киев
255-й истребительный авиационный полк (в стадии формирования) — Семиполки
| Части                                  | Период                  |
| -------------------------------------- | ----------------------- |
| 2-й истребительный авиационный полк    | 01.09.1940 — 20.09.1941 |
| 6-й истребительный авиационный полк    | 01.10.1941 — 08.02.1942 |
| 43-й истребительный авиационный полк   | 01.09.1940 — 19.09.1941 |
| 89-й истребительный авиационный полк   | 10.08.1941 — 01.09.1941 |
| 186-й истребительный авиационный полк  | 19.09.1941 — 20.12.1941 |
| 234-й истребительный авиационный полк  | 06.12.1941 — 15.04.1942 |
| 254-й истребительный авиационный полк  | 17.04.1941 — 22.08.1941 |
| 383-й истребительный авиационный полк  | 16.02.1943 — 01.06.1944 |
| 405-й истребительный авиационный полк  | 07.07.1944 — 15.04.1946 |
| 495-й истребительный авиационный полк  | 02.08.1944 — 23.09.1945 |
| 591-й истребительный авиационный полк  | 01.01.1942 — 09.05.1945 |
| 651-й истребительный авиационный полк  | 01.10.1944 — 03.08.1945 |
| 652-й истребительный авиационный полк  | 10.04.1944 — 10.03.1945 |
| 785-й истребительный авиационный полк  | 26.11.1941 — 29.07.1944 |
| 826-й истребительный авиационный полк  | 01.02.1944 — 01.02.1946 |
| 827-й истребительный авиационный полк  | 28.07.1942 — 15.03.1943 |
| 827-й истребительный авиационный полк  | 01.10.1944 — 15.07.1946 |
| 1006-й истребительный авиационный полк | 01.06.1944 — 28.07.1944 |

## В составе соединений и объединений
| Дата            | Фронт (округ)                 | Корпус         | Дивизия                                 |
| --------------- | ----------------------------- | -------------- | --------------------------------------- |
| 15.08.1940 года | Киевский особый военный округ | ВВС округа     | -                                       |
| 22.06.1941 года | Юго-Западный фронт            | ВВС фронта     | -                                       |
| 20.12.1941 года | Приволжский военный округ     | ВВС округа     | -                                       |
| 01.02.1942 года | Брянский фронт                | ВВС фронта     | Ряжско-Тамбовский дивизионный район ПВО |
| 01.05.1942 года | Приволжский военный округ     | ВВС округа     | -                                       |
| 01.07.1942 года | Брянский фронт                | ВВС фронта     | -                                       |
| 01.04.1943 года | Центральный фронт             | авиация фронта | Ряжско-Тамбовский дивизионный район ПВО |
| 29.06.1943 года | Западный фронт ПВО            | авиация фронта | Орловский дивизионный район ПВО         |
| 21.04.1944 года | Северный фронт ПВО            | авиация фронта | -                                       |
| 15.07.1944 года | Северный фронт ПВО            | 4-й корпус ПВО | -                                       |
| 01.08.1944 года | Северный фронт ПВО            | 5-й корпус ПВО | -                                       |
| 24.12.1944 года | Западный фронт ПВО            | 5-й корпус ПВО | -                                       |
| 24.12.1944 года | Западный фронт ПВО            | -              | 82-я дивизия ПВО                        |
| 09.05.1945 года | Западный фронт ПВО            | -              | 82-я дивизия ПВО                        |
| 09.05.1945 года | Западный фронт ПВО            | -              | 82-я дивизия ПВО                        |
| 10.06.1945 года | Западный округ ПВО            | -              |                                         |

## Командиры дивизии
| Звание                | Имя                          | Период                  | Примечание |
| --------------------- | ---------------------------- | ----------------------- | ---------- |
| Полковник             | Зеленцов Виктор Владимирович | 01.05.1940 — 15.05.1944 |            |
| генерал-майор авиации | Торопчин Николай Степанович  | 16.05.1944 — 15.01.1945 |            |
| Полковник             | Мельников Игорь Сергеевич    | 15.01.1945 — 07.1946    |            |

## Участие в операциях и битвах
- Приграничные сражения[3] — с 22 июня 1941 года по 29 июня 1941 года
- Киевская оборонительная операция[3][4] — с 11 июля 1941 года по 10 сентября 1941 года
- Прикрытие войск и объектов тыла в полосе Брянского фронта — с февраля 1942 года по май 1942 года и с июля 1942 года по апрель 1943 года
- Прикрытие войск и объектов тыла Приволжского военного округа — с декабря 1941 года по февраль 1942 года и с мая по июль 1942 года

## Отличившиеся воины дивизии
- Барковский Виктор Антонович, младший лейтенант, лётчик 591-го истребительного авиационного полка 36-й истребительной авиационной дивизии ПВО за исключительный героизм и самопожертвование во имя Родины Указом Президиума Верховного Совета СССР от 14 февраля 1943 года удостоен звания Герой Советского Союза. Посмертно.
- Зайцев Дмитрий Александрович, младший лейтенант, командир звена 2-го истребительного авиационного полка 36-й истребительной авиационной дивизии Военно-Воздушных Сил Юго-Западного Фронта 2 августа 1941 года удостоен звания Герой Советского Союза. Золотая Звезда № 356.
- Бенделиани Чичико Кайсарович, гвардии майор, штурман 54-го гвардейского истребительного авиационного полка 1-й гвардейской истребительной авиационной дивизии 16-й воздушной армии Центрального фронта, лётчик дивизии, одержавший свою первую победу над Киевом 31 июля 1941 года, удостоен звания Герой Советского Союза. Золотая Звезда № 1741

## Статистика боевых действий
За время первых дней войны части дивизии не только вели борьбу с воздушным противником, но и выполняли другие задачи: разведывали наземные цели, штурмовали скопление вражеских войск, бомбардировали объекты, прикрывали высадку десантов, сопровождали своих бомбардировщиков, уничтожали самолёты-разведчики противника:
| Сбито самолётов в воздухе | Сбито аэростатов | Уничтожено автомашин | Уничтожено цистрен с горючим | Уничтожено понтонов | Уничтожено пароходов |
| ------------------------- | ---------------- | -------------------- | ---------------------------- | ------------------- | -------------------- |
| 134                       | 8                | 170                  | 31                           | 20                  | 1                    |

Всего с 22 июня 1941 года по 15 мая 1944 года дивизией:
| Выполнено боевых вылетов | Сбито самолётов в воздухе | Уничтожено самолётов всего | Уничтожено аэростатов |
| ------------------------ | ------------------------- | -------------------------- | --------------------- |
| 20659                    | 173                       | 212                        | 9                     |

## Базирование
| Период            | Аэродром        |
| ----------------- | --------------- |
| 05.1945 — 07.1946 | Варшава, Польша |